# 渕野右登
渕野 右登（ふちの ゆうと、1995年2月14日 - ）は、日本の俳優、タレントである。
北海道出身。スターダストプロモーション（制作1部）所属。スターダストプロモーション若手個性派俳優グループ「恵比チリDAN」の元メンバーである。入所は2015年6月、デビューは2015年10月25日。

## 人物
- ニックネームはふっちー、好きな食べ物はスープカレーとオムライス、嫌いな食べ物は桜餅、趣味はお洒落、ゲーム、漫画、映画鑑賞、コップのフチ子収集、三国志、サッカー、特技は持久走。
- 名前の由来は「常に右から登り上がる」「時計回りと同じく」「右に出る物は居ない」で、右という字が名前に付いている。
- 3人兄弟の長男で、年の離れた二人の弟がいる。
- 超絶甘党男子で、北海道にいた頃はよく1人でパンケーキを食べに行っており、コーヒーにはガムシロップを8個入れていた(今は1個らしい)。
- チョコレートよりホワイトチョコレートの方が好き。
- 普通自動車運転免許を持っており、学生時代12年間サッカーをやっていた。
- 1番尊敬する役者は嵐の二宮和也。
- 目標は、嘘を本当にすることができる役者になること。

## 出演

### バラエティ
- 但し、○○に限る。（日本テレビ、2016年3月24日） - 再現VTR
- 行列のできる法律相談所「昭和ですがなにか？SP」（日本テレビ、2016年7月3日） - 再現VTR
- 東京暇人（日本テレビ、2019年1月26日）
- 痛快TVスカッとジャパン（フジテレビ、2019年4月15日）
- 痛快TVスカッとジャパン（フジテレビ、2019年5月20日） - 生徒役
- 痛快TVスカッとジャパン（フジテレビ、2019年11月25日） - カフェ店員役
- 痛快TVスカッとジャパン（フジテレビ、2020年6月15日） - 就活生役
- The Gift（日本テレビ、2021年7月5日）

### テレビドラマ
- でぶせん（Hulu・日本テレビ、2016年8月21日 - 10月2日） - 小山大器 役
- 連続テレビ小説 半分、青い。 第64回（NHK、2018年6月14日） - 担当 役
- 相棒 season17 最終回2時間スペシャル 第20話「新世界より」（テレビ朝日、2019年3月20日） - 成瀬真一郎 役
- 家政夫のミタゾノ 第3シリーズ 第6話（テレビ朝日、2019年5月24日） - 丸山清 役
- 博多弁の女の子はかわいいと思いませんか?（福岡放送・hulu、2019年7月19日） - 駒込史郎 役
- 知らなくていいコト（日本テレビ、2020年1月8日 - 3月11日） - 福西彰 役
- RISKY（MBS、2021年3月25日 - 5月7日） - 村井倫也 役
- ハコヅメ〜たたかう!交番女子〜（日本テレビ、2021年7月7日 - 9月15日） - 鈴木敦 役[1]
- ソロモンの偽証（WOWOW、2021年10月3日 - 11月21日） - 井上康夫 役
- 特捜9 season6 第3話（テレビ朝日、2023年4月19日） - 新海敦 役
- 紅さすライフ 第5話（日本テレビ、2023年8月22日）
- 精神分析医氷室想介の事件簿2～ベストセラー小説に隠された殺人事件の謎～（BS-TBS、2023年10月1日） - 三倉亮一 役
- 秘密〜THE TOP SECRET〜（フジテレビ、2025年1月20日 - ） - 豊村政典 役

### 映画
- センセイ君主（東宝、2018年8月1日公開）[2]
- 十二人の死にたい子どもたち（ワーナー・ブラザース映画、2019年1月25日 公開） - 2番 ケンイチ 役[3]
- 劇場版 奥様は、取り扱い注意（東宝、2021年3月19日 公開） - カイ 役
- 罪人- カフェ定員 役
- 短編映画「愛の挨拶」- 持田音太 役

### 舞台
- 恵比チリDAN（仮）完全自主プロデュース舞台「MEMENTO MORI」（2016年3月） - アララギアサト 役
- 舞台「咲くは江戸にもその素質」（2016年5月） - 毛野 役
- 舞台版「ぱんきす!3次元」第4回公演 〜Rebirth&Growth 復活、そして増殖〜（2016年5月） - フッチン 役
- 恵比チリDAN 第5回公演舞台「ノール」（2017年6月） - オガワ 役
- ハイパープロジェクション演劇「ハイキュー!!」 - 西谷夕 役[4]
  - 「ハイキュー!!」“進化の夏”（2017年9月 - 10月）[5][6]
  - 「ハイキュー!!」“はじまりの巨人”（2018年4月 - 6月）[7][8]
  - 「ハイキュー!!」“最強の場所（チーム）”（2018年10月 - 12月）[9][10]
- 舞台 二兎社「鴎外の怪談」（2021年12月～） - 弁護士 平出修 役
- 100点un・チョイス！第17回公演「たいせつ」（2022年4月） - 高田渉 役
- 朗読劇「夢から醒めない夢を見よ。」（2024年9月14日）[11] - とある男 役

## インターネット配信番組
- ミラクルスコップ #2（WALLOP、2017年12月4日）
- 冨森ジャスティンのJust in Time!（キャストサイズチャンネル、2018年2月26日 ）
- なまら好っきゃねん。（ONSTAGE、2019年2月13日～）
- 1分ドラマグッバイハロー（WATCHY、2019年3月1日～ ショートドラマシリーズ「レンアイヒャッケイ」 - イガラシ 役)

## 雑誌
- 「OCEAN TOKYO ヘアスタイルBOOK」- 2019年3月22日 発売